# Talbandha
Talbandha è una suddivisione dell'India, classificata come census town, di 15.233 abitanti, situata nel distretto dei 24 Pargana Nord, nello stato federato del Bengala Occidentale. In base al numero di abitanti la città rientra nella classe IV (da 10.000 a 19.999 persone).

## Geografia fisica
La città è situata a 22° 41' 27 N e 88° 26' 14 E.

## Società

### Evoluzione demografica
Al censimento del 2001 la popolazione di Talbandha assommava a 15.233 persone, delle quali 7.763 maschi e 7.470 femmine. I bambini di età inferiore o uguale ai sei anni assommavano a 1.762, dei quali 890 maschi e 872 femmine. Infine, coloro che erano in grado di saper almeno leggere e scrivere erano 9.949, dei quali 5.660 maschi e 4.289 femmine.